# Double or Nothing (2020)
Double or Nothing (2020) е второто pay-per-view шоу от поредицата AEW Double or Nothing, продуцирано от американската кеч федерация All Elite Wrestling (AEW). Провежда се по време на уикенда на Деня в памет на загиналите във войните на САЩ в събота, 23 май 2020 г. в Daily's Place в Джаксънвил, Флорида.

## Обща информация
На 5 февруари 2020 г. AEW обявява, че Double or Nothing ще се завърне на същото място в събота, 23 май 2020 г., установявайки Double or Nothing едновременно като годишно шоу през уикенда на Мемориалния ден, както и като свое национално шоу. Според бюлетина на Wrestling Observer, Double or Nothing продава около 6 000 билета в първия си ден на продажба. Double or Nothing се счита за едно от „Големите четири“ PPV на AEW, което включва All Out, Full Gear и Revolution, техните четири най-големи местни шоута, провеждани на тримесечие.
На 22 май, ден преди Double or Nothing, TNT излъчва едночасово специално телевизионно предаване, представящо събитието, наречено Countdown to Double or Nothing (Обратно броене до Двойно или нищо), със средно 344 000 зрители.
Докато по-голямата част от шоуто се излъчва на живо от Daily's Place, главният мач е предварително записан на 22-23 май на близкия TIAA Bank Field. Това е първото събитие, включващо Титлата на TNT. Излъчено е чрез традиционните PPV канали, както и по B/R Live в Северна Америка и FITE TV в международен план.
Първоначално трябва да се проведе в MGM Гранд Гардън Арена в предградието на Лас Вегас – Парадайс, Невада. Щата Невада обаче отменя всички събития до 31 май поради пандемията от COVID-19. Невада е в извънредно положение от 12 март, забранявайки всички публични събирания за неопределено време. В отговор AEW обявява, че Double or Nothing все пак ще продължи по план, но от неразкрито място. AEW мести шоуто в комплекса на Джаксънвил Джагуарс в Джаксънвил, Флорида, като повечето мачове се провеждат в Daily's Place - амфитеатър в непосредствена близост до TIAA Bank Field - докато главният мач се провежда на самия стадион, като впоследствие е първото шоу на AEW на стадион. Това е и първото PPV на федерацията, продуцирано по време на пандемията.
Съобщението на федерацията също твърди, че третото шоу Double or Nothing ще се проведе на MGM Гранд Гардън Арена на 29 май 2021 г. В допълнение към предлагането на възстановяване на суми, билетите, закупени за шоуто през 2020 г. ще бъдат валидни за шоуто през следващата година. Въпреки това, събитието за 2021 г., което е отложено с един ден за 30 май, също е преместено на Daily's Place, поради продължаващата пандемия, като всички оригинални билети са възстановени.
Девет мача са оспорвани на шоуто, включително един в предварителното шоу наричано Buy In. В главния мач Мат Харди и The Elite (Адам Пейдж, Кени Омега, Мат Джаксън и Ник Джаксън) побеждават The Inner Circle (Крис Джерико, Джейк Хейгър, Сами Гевара, Сантана и Ортис) в мач Блъсканица на стадиона, който е кинематографичен мач. В предпоследния мач Джон Моксли побеждава Броди Лий, за да запази Световната титла на AEW. Коуди Роудс побеждава Ланс Арчър, за да стане първият шампион на TNT, а в началната битка дебютиращият Брайън Кейдж печели казино мача със стълби. Освен това шоуто включва участие на члена на Международната боксова зала на славата Майк Тайсън, който връчва Титлата на TNT на Коуди.
Концепцията за мача Блъсканица на стадиона е създадена поради пандемията и е предварително записан като кинематографичен мач преди излъчването на живо на шоуто. Кечистът на AEW Крис Джерико заявява, че снимките са отнели близо 12 часа; снимките започват вечерта на 22 май и приключват рано сутринта на 23 май. Джерико казва, че е подобно на заснемането на филм.

## Резултати
| Роля                  | Име                                      |
| --------------------- | ---------------------------------------- |
| Коментатори           | Джим Рос (PPV)                           |
| Коментатори           | Екскалибур (Преди шоуто + PPV)           |
| Коментатори           | Тони Шавони (PPV)                        |
| Коментатори           | Таз (Преди шоуто)                        |
| Испански коментатори  | Алекс Абрахантес                         |
| Испански коментатори  | Вили Урбина                              |
| Германски коментатори | Гюнтер Сапф                              |
| Германски коментатори | Майк Ритер                               |
| Френски коментатори   | Ален Мистранжело                         |
| Френски коментатори   | Норберт Фолан                            |
| Конферансие           | Джъстин Робъртс (Блъсканица на стадиона) |
| Конферансие           | Даша Гонсалес                            |
| Съдии                 | Обри Едуардс                             |
| Съдии                 | Брайс Ремсбърг                           |
| Съдии                 | Пол Търнър                               |
| Съдии                 | Рик Нокс                                 |
| Интервюиращ           | Алекс Марвес                             |

| №                                                                                     | Резултати | Правила                                                                       | Време |
| ------------------------------------------------------------------------------------- | --- | ----------------------------------------------------------------------------- | ----- |
| 1П                                                                                    | Best Friends (Чък Тейлър и Трент Берета) поб. Private Party (Айсая Касиди и Марк Куин)                                                                                  | Отборен мач за определяне #1 претенденти за Световните отборни титли на AEW   | 15:10 |
| 2                                                                                     | Брайън Кейдж (с Таз) поб. Дарби Алин, Колт Кабана, Ориндж Касиди, Джоуи Джанела, Скорпио Скай, Кип Сейбиън (с Джими Хавък и Пенелопе Форд), Франки Казариан и Лучазоръс | Казино мач със стълби за бъдещ мач за Световната титла на AEW                 | 28:30 |
| 3                                                                                     | Максуел Джейкъб Фридман (с Уордлоу) поб. Джънгъл Бой | Индивидуален мач                                                              | 17:20 |
| 4                                                                                     | Коуди Роудс (с Арн Андерсън) поб. Ланс Арчър (с Джейк Робъртс) | Финал на турнир за дебютната Титла на TNT                                     | 22:00 |
| 5                                                                                     | Крис Стетландър поб. Пенелопе Форд (с Кип Сейбиън) | Индивидуален мач                                                              | 5:30  |
| 6                                                                                     | Дъстин Роудс (с Бранди Роудс) поб. Шон Спиърс | Индивидуален мач                                                              | 3:20  |
| 7                                                                                     | Хикару Шида поб. Найла Роуз (ш) | Мач без дисквалификации, без отброяване за Световната титла при жените на AEW | 16:40 |
| 8                                                                                     | Джон Моксли (ш) поб. Броди Лий чрез техническо предаване | Индивидуален мач за Световната титла на AEW                                   | 15:30 |
| 9                                                                                     | Мат Харди и The Elite (Адам Пейдж, Кени Омега, Мат Джаксън и Ник Джаксън) поб. The Inner Circle (Крис Джерико, Джейк Хейгър, Сами Гевара, Сантана и Ортис)              | Мач Блъсканица на стадиона                                                    | 34:00 |
| - (ш) – указва шампиона/шампионите в мача - П – показва, че мача се случи преди шоуто | |                                                                               |       |